# شاختاي
شاختاي (بالروسية: Шахты) هي إحدى مدن روسيا في الكيان الفدرالي الروسي روستوف أوبلاست.

## توأمة
لشاختاي اتفاقيات توأمة مع:
- غلزنكيرشن

## أعلام
- نيكيتا ميلينكوف
- ليودميلا كوندرياتيفا
- سيباستيان باير
- إيغور كليبانوف